# Вилем Петерс
Вилем „Вим” Петерс (Мепел 5. јул 1903 — Зволе, 30. март 1995) бивши је холандск атлетичар, чија је специјалност био троскок. Био је члан клуба PEC иѕ Ѕвилеа.

## Биографија
У току атлетске каријере три пута је учествовао на Летњим олимпијским играма 1924. у Паризу, 1928. у Амстердаму и 1932. у Лос Анђелесу и на 1. Европском првенству 1934. у Торину, где је и постигао највећи успех освајањем златне медае и титулом првог европског првака у троскоку.

## Значајнији резултати
| Година                 | Такмичење                | Место                  | Пласман                | Дисциплина             | Резултат               | Белешка                |
| Представаљао Холандију | Представаљао Холандију   | Представаљао Холандију | Представаљао Холандију | Представаљао Холандију | Представаљао Холандију | Представаљао Холандију |
| ---------------------- | ------------------------ | ---------------------- | ---------------------- | ---------------------- | ---------------------- | ---------------------- |
| 1924.                  | Олимпијске игре 1924.    | Париз, Француска       | 10.                    | Троскок                | 13.86                  |                        |
| 1928.                  | Олимпијске игре          | Амстердам, Холандија   | 7.                     | Троскок                | 14,55                  |                        |
| 1932.                  | Олимпијске игре          | Лос Анђелес, САД       | 5.                     | Троскок                | 14.93                  |                        |
| 1934.                  | Европско првенство 1934. | Торино, Италија        |                        | Троскок                | 14,89 РЕП              | [ 1 ]                  |

## Лични рекорд
- Троскок: 15,48 м, 1927,